# Дуглас, Пол (экономист)
Пол Ховард Дуглас (англ. Paul Howard Douglas; 26 марта 1892, Сейлем (Массачусетс) — 24 сентября 1976, Вашингтон) — американский экономист, один из авторов производственной функции Кобба — Дугласа. Сенатор США от штата Иллинойс в 1949—1967 годах от Демократической партии.

## Биография
Пол родился 26 марта 1892 года, учился в государственной школе города Ньюпорт, штат Мэн, закончил Боудин-колледж в 1913 году, получив степень бакалавра.
В 1915 году получил степень магистра, а в 1921 году доктора экономики в Колумбийском университете. В 1915—1916 годах обучался в Гарвардском университете.
Преподавательскую деятельность начал в 1916—1917 годах в Иллинойсском университете и в Рид-колледже в 1917—1918 годах, затем в 1918—1919 годах работал в правлении торгово-промышленной палаты США, а 1919—1920 годах преподавал в Вашингтонском университете. В 1920—1949 годах профессор в Чикагском университете, в 1939—1942 годах олдермен Чикагского муниципального совета, неудачно выдвигался в сенат в 1942 году от партии демократов.
В годы Второй мировой войны в 1942—1945 годах в возрасте 50 лет добровольно вступил в Корпус морской пехоты США, хотя по вероисповеданию принадлежал к квакерам, отличавшимся пацифизмом. Принимал участие в боевых действиях, был ранен, награждён Бронзовой звездой и двумя медалями Пурпурное сердце, дослужился до подполковника.
Выбран президентом Американской экономической ассоциации в 1947 году. В 1948 году победил на выборах в сенат США от демократической партии, переизбрался в 1954 году и в 1960 году, проиграл выборы в 1966 году.
Является одним из основателей Художественного центра Гайд-парка в Чикаго.

### Семья
Был женат первым браком в 1915 году на Дороти Вольф, докторе философии Колумбийского университета, в этом браке было 4 детей. Второй брак Дуглас в 1931 году заключил с Эмили Тафт (1899—1994) — троюродной сестрой президента США (1909—1913) Уильяма Тафта, феминисткой и конгрессменом-демократом от штата Иллинойс в 1945—1947 годах. Дочь Пола Дугласа и Эмили: Джейн Тафт Дуглас (р.1933).

## Основные произведения
- Дуглас П. Х. Существуют ли законы производства? Архивная копия от 23 октября 2021 на Wayback Machine//Вехи экономической мысли. Т.3 Рынки факторов производства/Под ред. В. М. Гальперина. — СПб: Экономическая школа. 2000, с.26-58 — ISBN 5-900428-50-8
- Cobb C. W., Douglas P.H. A Theory of Production// American Economic Review, 1928, vol. 18, № 1, pp. 139—165
- Douglas P.H. Real Wages in the United States, 1930
- Douglas P.H. The Theory of Wages, 1934
- Douglas P.H. Economy in the National Government, 1952.
- Douglas P.H. Comments on the Cobb-Douglas Production Function Архивная копия от 13 марта 2016 на Wayback Machine//The Theory and Empirical Analysis of Production/edr. M.Brown — 1967, pp.15-22